# Lynnyella
Lynnyella là một chi bọ cánh cứng trong họ 
Elateridae.
Chi này được miêu tả khoa học năm 2001 bởi Arias.

## Các loài
Các loài trong chi này gồm:
- Lynnyella concepcionensis Arias, 2001
- Lynnyella diegoi Arias, 2001
- Lynnyella gerhardtae Arias, 2001
- Lynnyella juanjoseorum Arias, 2001
- Lynnyella longaviensis Arias, 2001
- Lynnyella suturalis (Candèze, 1865)
- Lynnyella valenciai Arias, 2001